# Плантагенети
Династија Плантагенет је била енглеска краљевска династија коју је основао Хенри II Плантагенет, син Жофруе од Анжуја. Династија Плантагенет је почела да влада Енглеском у 12. веку. Њихов директни преци су владали Грофовијом Анжу од 9. века. Владари из ове династије стекли су бројне поседе, тако да се држава на врхунцу моћи простирала од Пиринеја до Ирске.
Укупно је петнаест владара из ове династије владало Енглеском од 1154. до 1485, укључујући и оне из бочних грана. Првобитна грана ове династије је почела са Хенријем II, а окончала се збацивањем Ричарда II 1399. Након тога, две гране династије Плантагенет, династије Ланкастер и Јорк, сукобиле су се у грађанском рату познатом под именом Ратови двеју ружа. Након три владара из династије Ланкастер, круна је принципом примогенитуре прешла на три владара из династије Јорк, чији је последњи крај Ричард III убијен у бици код Босворта 1485.
Карактеристична енглеска култура и уметност је настала током владавине династије Плантагенет, уз подршку неких владара који су били заштитници „оца енглеског песништва“, Џефрија Чосера. Готичка архитектура је била популарна у то време, о чему сведоче грађевине попут Вестминстерске опатије и Катедрале у Јорку изграђене у том стилу. Одиграо се и трајан развој у друштвеном сектору. Пример за то је Јован Без Земље који је потписао Велику повељу слободе која је имала велики утицај на развој општег и уставног права. Парламент Енглеске потиче из периода Плантагенета, као и бројне образовне институције, попут универзитета Оксфорд и Кембриџ.
У овом времену су вођени Стогодишњи рат, у ком су се Плантагенети борили против династије Валоа за право на наслеђе династије Капета и контролу над Француском. Неки од краљева из династије Плантагенет су били велики ратници: краљ Хенри V је упамћен по победи над бројнијим непријатељ у бици код Азенкура, док се краљ Ричард Лавље Срце истакао у Трећем крсташком рату и постао популарна личност у енглеској култури.

## Терминологија

### Плантагенет
Ричард Плантагенет, 3. војвода од Јорка је усвојио Плантагенет као своје породично презиме у 15. веку. Плантегенест (или Plante Genest) био је надимак из 12. века за његовог претка Жофруа, грофа Анжујског и војводу од Нормандије. Једна од многих популарних теорија сугерише да је цвет обичне метле, светло жута („златна“) цветница, гениста на средњовековном латинском, била извор надимка.
Неизвесно је зашто је Ричард одабрао ово специфично име, иако је током Ратова ружа истицао Ричардов статус Жофруовог патрилинеалног потомка. Ретроспективна употреба имена за све потомке Жофруове мушке линије била је популарна током наредне династије Тјудора, вероватно подстакнута даљим легитимитетом који је дала Ричардовом праунуку, Хенрију VIII. Тек крајем 17. века је тај назив прешао у уобичајену употребу међу историчарима.